# 第16空中強襲旅団戦闘団 (イギリス軍)
第16空中強襲旅団戦闘団（だい16くうちゅうきょうしゅうりょだんせんとうだん、英語: 16 Air Assault Brigade Combat Team）は、イギリス陸軍の旅団のひとつで、イギリス陸軍唯一の空中機動部隊。野戦軍隷下にあり、イングランドのエセックス州コルチェスターに団本部を置く。2021年に発表された国防計画「競争時代の国防」におけるイギリス陸軍の再編計画「未来の兵士」で、第16空中強襲旅団から改編された。

## 概要
1998年に策定された戦略防衛見直しに基づき、1999年9月1日に第5空挺旅団と第24空挺旅団を統合して新編された。
2021年に発表されたイギリス陸軍再編計画「未来の兵士」（英語: Future Soldier）に基づいて部隊改編が行われ、ロイヤル・アイリッシュ連隊第1大隊が統合されて旅団は第16空中強襲旅団戦闘団とされた。

## 歴史

### マケドニア
2001年のマケドニア紛争停戦後、北大西洋条約機構（英語: North Atlantic Treaty Organization、略称NATO）主導の欠かせない収穫作戦に参加し、民族解放軍などの武装組織の武装解除に従事した。

### アフガニスタン
2001年のアフガニスタン紛争後、アフガニスタンの平和維持を目的とした国際治安支援部隊（英語: International Security Assistance Force、略称ISAF）に2001年、2006年、2008年、2010年から2011年にかけて派遣された。2021年のターリバーン攻勢後の首都カーブル陥落の際、イギリス国民等の避難作戦「開孔作戦」に参加し、8月13日から8月28日までの間に15,000人以上をアフガニスタン国外へ避難させた。

### イラク
イラク攻撃に向けた2003年2月、第1師団の一部としてクウェートに展開し、訓練を実施。3月20日の開戦後、イラク南部のルマイラ油田を占領するアメリカ海兵隊を支援して同油田を確保、油田内に設置された爆薬の撤去等を行った。
旅団はその後、バスラ北部に展開して補給線防衛に使用され、3月31日にはバスラへ進軍中のイラク軍を攻撃し、T-55戦車17両、榴弾砲5門、装甲兵員輸送車7両を破壊した。4月6日のイギリス軍バスラ入城後、旧市街の掃討作戦を実施した。
バスラ制圧後、旅団はマイサーン県アマーラに移り、5月1日の大規模戦闘終結宣言後に順次、帰国を開始したが、6月24日にマジャール・アル・カビールでのパトロール中、多数の暴徒による襲撃で6名が死亡し、イラク戦争での同旅団最多の戦死者を出した。

## 編制

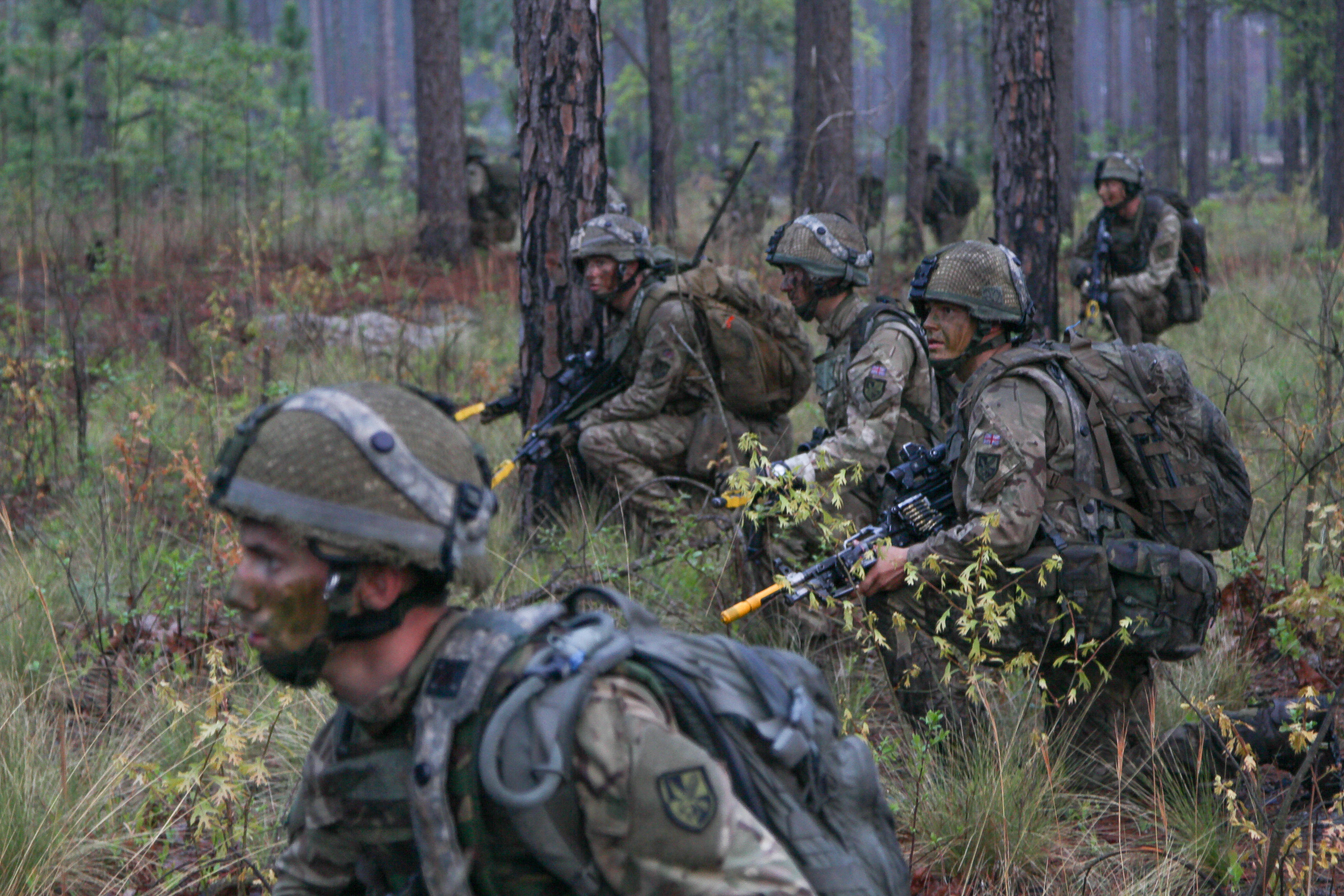
米英合同演習での第16空中強襲旅団の兵士（2015年）

第16空中強襲旅団戦闘団はイングランドのエセックス州コルチェスター駐屯地に旅団戦闘団本部を置き、陸軍および空軍の人員が配置されている。
主要装備は機動展開を迅速に行うため軽装備となっており、FV107 シミター偵察戦闘車、ランドローバー・ウルフ多用途車、全地形機動プラットフォーム、L118 105mm榴弾砲、FGM-148 ジャベリン対戦車ミサイル、スターストリーク近距離防空ミサイルなどを有する。航空兵力は陸軍航空隊のWAH-64攻撃ヘリコプターおよびリンクス汎用ヘリコプター、空軍のチヌークHC.6A輸送ヘリコプター、ピューマHC.2輸送ヘリコプターなどを使用するが、これらは統合ヘリコプターコマンドの指揮下となっている。
- 旅団戦闘団本部（エセックス州コルチェスター駐屯地（英語版））[14][15][16][17][18]
  - 落下傘連隊第2大隊（英語版）[18][19]
  - 落下傘連隊第3大隊（英語版）[18][19]
  - 落下傘連隊第4大隊（英語版）[18][19]
  - ロイヤル・グルカ・ライフル連隊（英語版）第2大隊（ブルネイ セリア）[18]
  - ロイヤル・アイリッシュ連隊（英語版）第1大隊（シュロップシャー州クライヴ兵営（英語版））（2027年までに再編予定）[18]
  - 第7王立落下傘騎馬砲兵連隊（英語版）
    - 連隊本部
    - 王立落下傘騎馬砲兵I大隊（英語版） - L118[20][21]
    - 王立落下傘騎馬砲兵G大隊（英語版） - L118[20][21]
    - A大隊名誉砲兵中隊（英語版） - L118[22][23]

  - 第23落下傘工兵連隊（英語版）（サフォーク州ウッドブリッジ基地（英語版））
    - 第299王立落下傘工兵中隊（英語版）（ウェスト・ヨークシャー州ウェイクフィールド）[18][24][25]

  - 第13空中強襲支援連隊（英語版）[18][19]
    - 第24本部中隊
    - 第47航空搬送中隊[26]
    - 第15空中強襲支援中隊（英語版）
    - 第63空中強襲支援中隊[27]
    - 第82空中強襲支援中隊
    - 第8王立落下傘電子・機械技術野戦中隊

  - 第16医療連隊[18][19][28]
    - 第144落下傘医療中隊[18][29]

  - 第216落下傘通信中隊（英語版）[30]
  - パスファインダー小隊（英語版）[18]

## 歴代旅団長
| 代                       | 氏名                                                | 階級               | 在任期間           |
| 第16空中強襲旅団長       | 第16空中強襲旅団長                                  | 第16空中強襲旅団長 | 第16空中強襲旅団長 |
| ------------------------ | --------------------------------------------------- | ------------------ | ------------------ |
| 1                        | ピーター・ウォール Peter Wall                       | 准将               | 1999年 - 2000年    |
| 2                        | バーニー・ホワイト・スポンナー Barney White-Spunner | 准将               | 2000年 - 2002年    |
| 3                        | ジャッコ・ペイジ Jacko Page                         | 准将               | 2002年 - 2004年    |
| 4                        | エド・バトラー Ed Butler                            | 准将               | 2004年 - 2007年    |
| 5                        | マーク・カールトン・スミス Mark Carleton-Smith      | 准将               | 2007年 - 2008年    |
| 6                        | ジェームズ・チズウェル James Chiswell               | 准将               | 2008年 - 2011年    |
| 7                        | ジャイルズ・ヒル Giles Hill                         | 准将               | 2011年 - 2013年    |
| 8                        | ニック・ボートン Nick Borton                        | 准将               | 2013年 - 2015年    |
| 9                        | コリン・ウィアー Colin Weir                         | 准将               | 2015年 - 2017年    |
| 10                       | ニック・ペリー Nick Perry                           | 准将               | 2017年 - 2019年    |
| 11                       | ジョン・クラーク John Clark                         | 准将               | 2019年 - 2020年    |
| 12                       | ジェームズ・マーティン James Martin                 | 准将               | 2020年 - 2021年    |
| 第16空中強襲旅団戦闘団長 |                                                     |                    |                    |
| 1                        | ニック・カウリー Nick Cowley                        | 准将               | 2021年 -           |